# Голомаздово
Голомаздово (рос. Голомаздово) — присілок Гагарінського району Смоленської області Росії. Входить до складу Кармановського сільського поселення.
Населення — 36 осіб (2007 рік).